# سميرة حاشي
سميرة حاشى عارضة أزياء صومالية - بريطانية وناشطة اجتماعية .

## السيرة، النشاطات والمشاريع الأخرى
انتقلت سميرة حاشى إلى بريطانيا في عمر ثلاث سنوات بصحبة والدتها لول موسي وجدتها فطومة وذلك عند بداية الحرب الأهلية بالصومال . بدأت سميرة مسيرتها كعارضة أزياء بعد عملها بشكل منتظم مع وكالات الأزياء وهي في السابعة عشر من عمرها . منذ ذلك تقوم بجلسات تصوير، عروض وحملات الأزياء . وشاركت سميرة أيضا في الأعمال الخيرية، وقد فازت في عام 2011 بجائزة الموضة لأفريقيا.
صورت سميرة فيلما وثائقيا مع قناة بي بي سي ثري ناقشت - في هذا الفيلم - ممارسة ختان الاناث في الصومال، وقضايا أخرى تعتقد أنها تؤثر على الصومال . خلال عودتها إلى لندن بدأت سميرة حملة أنقذوا الأطفال، لتسليط الضوء على مثل هذه القضايا وقالت " أنا أذهب إلى مدارس بها عدد كبير من الفتيات الصومالية، ويبدوا عليهم دائما الصدمة أن هذا جزء من تاريخنا وثقافتنا . نحن نحتاج أن تتحدث النساء عن تجاربهم، يتحدث الرجال عن تجربة زوجاتهم، أن يوضح رجال الدين أنه لا صلة للختان بالدين وأن يتكلم الأطباء عن المشاكل التي يتسبب بها ختان وستتغير الأمورعندما نناقش ما هو حقا ختان الإناث .